# NGC 7027
NGC 7027 is een planetaire nevel in het sterrenbeeld Zwaan. Hij ligt 3000 lichtjaar van de Aarde verwijderd en werd in 1878 ontdekt door de Franse astronoom Édouard Jean-Marie Stephan. De nevel is ongeveer 600 jaar oud en is een van de helderste, zichtbare planetaire nevels. Dit object kreeg de bijnamen Gummy Bear Nebula en Jewel Bug Nebula.
NGC 7027 is een van de twee planetaire nevels ontdekt door Stephan. De andere is NGC 7048.

## Synoniemen
- PK 84-3.1